# 1922 în artă
← 1919 în artă — 1920 în artă — 1921 în artă ——  1922 în artă  —— 1923 în artă — 1924 în artă — 1925 în artă →
1922 în artă implică o serie de evenimente:

## Evenimente

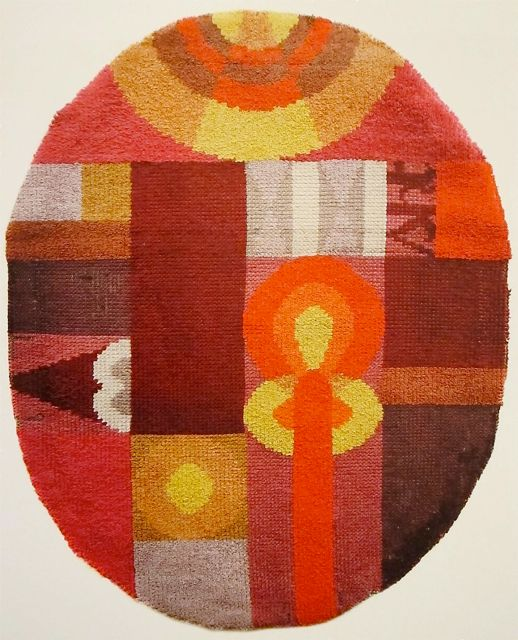
Sophie Taeuber-Arp → WikiData:Q254395 (1889 – 1943) — Compoziție abstractă cu motive abstracte - Piesă de artă textilă

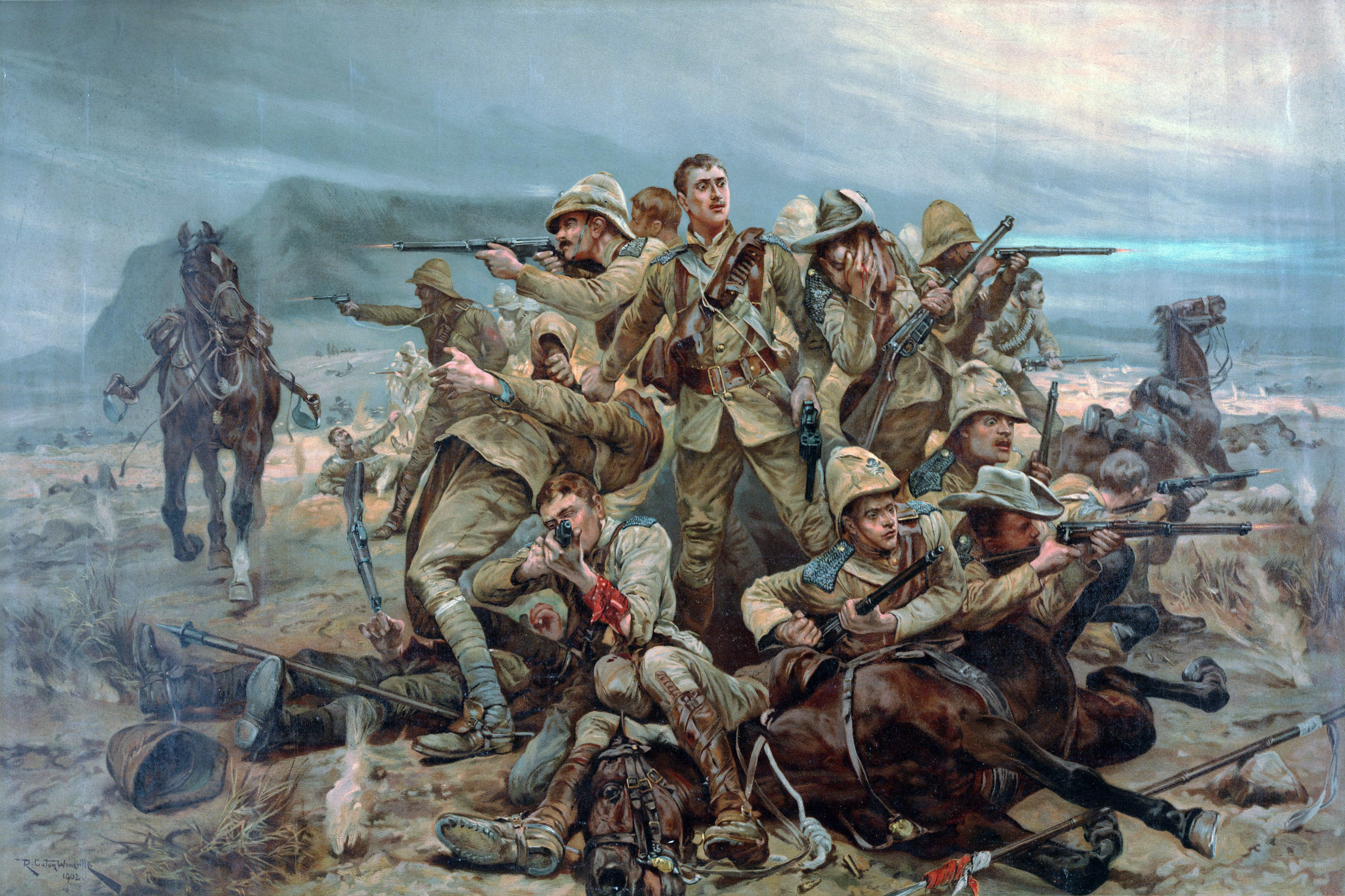
Tabloul 17th Lancers at the Battle of Modderfontein - Regimentul al 17-lea Lăncieri la sfârșitul Bătăliei de la Modderfontein pictură de Richard Caton Woodville, Jr. (1856-1927). Pictura, realizată în 1921, mai este cunoscută popular ca What Was Left of Us - Ceea ce a mai rămas din noi

### Evenimente artistice oriunde
- 1 februarie – Muzeul cunoscut ca Akron Art Institute se deschide în statul  Ohio.
- 10 – 17 februarie – Se inițiază Săptămâna Artei Moderne (în portugheză Semana de Arte Moderna) la Theatro Municipal, São Paulo, marcheză inițierea curent artistic al modernismului în Brazilia.
- 5 martie – Se lansează influentul și celebrul film mut german, cu și despre vampiri, Nosferatu, a cărui scenografie fusese semnată de Albin Grau.
- 16 decembrie – 
  -     - Gabriel Narutowicz, care jurase în ziua de 11 decembrie, în calitatea sa de întâiul președinte al celei de-A Doua Republici Poloneze, este asasinat, la galeria de artă Zachęta din Varșovia, de către pictorul și criticul modernist de extremă dreaptă Eligiusz Niewiadomski.
    - Galeria de artă Lady Lever Art Gallery se deschide în localitatea Port Sunlight,  Anglia.
- 20 decembrie – Piesa de teatru Antigone de Jean Cocteau este pusă pe scena Théâtre de l'Atelier, aflat în districtul Montmartre al Parisului, cu decoruri de Pablo Picasso, muzică de Arthur Honegger și costume de Gabrielle Chanel. Montarea piesei a declanșat proteste din partea dadaiștilor.[1]
- Decembrie 
  - Galeria de artă Galeria de Artă de Stat din Perm, Uniunea Sovietică, este deschisă într-o fostă biserică ortodoxă.
  - Colecția de caricaturi a lui Max Beerbohm, cunoscută ca Rossetti și cercul său, este expusă și publicată în Londra.[2]
  - Pictorul de curte Fernando Álvarez de Sotomayor y Zaragoza al regelui Alfonso XIII al Spaniei, este numit director al Museo del Prado din Madrid.
  - Pictorul (Pictorița) Annie Swynnerton devine prima femeie care a fost aleasă ca membru complet al Royal Academy of Arts din London.[3]
  - Psihiatrul german Hans Prinzhorn publică Bildnerei der Geisteskranken (Arta bolnavilor mintali).

## Premii
- Premiul Archibald – W B McInnes – Professor Harrison Moore
- Medalia Newbery – Rene Paul Chambellan

## Lucrări

Paul Klee – Twittering Machine (MoMA) – pictură din 1922

- Max Beckmann – The Iron Footbridge – Podul de fier
- Alvar Cawén – Sokea soittoniekka (Blind Musician) – Muzicianul orb
- Jean Charlot – The Massacre of the Templo Mayor (mural, Antiguo Colegio de San Ildefonso, Mexico City)
- Salvador Dalí – Cabaret Scene – Scenă de cabaret
- Giorgio de Chirico – The Prodigal Son (Il figliol prodigo) – Fiul risipitor
- Otto Dix – Lustmord (Crima poftei, acuarelă) –
- Lydia Field Emmet – Harriet Lancashire White and Her Children – [Doamna] Harriet Lancashire White și copiii săi
- Mark Gertler – Queen of Sheba – Regina Shebei
- J. W. Godward – 
  - Contemplation – Contemplare
  - Nu Sur la Plage –
- Juan Gris  – Le Pierrot
- Paul Klee – Twittering Machine
- George Washington Lambert – Anzac, the landing, 1915
- John Lavery – Michael Collins (Love of Ireland) – Michael Collins (Dragoste de Irlandă)
- Max Liebermann – Albert Einstein
- L. S. Lowry – A Manufacturing Town

## Premii

### Premii oriunde
- Premiul Archibald — W. B. McInnes – Desbrowe Annear

## Nașteri

### Ianuarie - iunie
- 1 ianuarie – Jerry Robinson, ilustrator american (d. 7 decembrie 2011)
- 8 ianuarie – Jan Nieuwenhuys, pictor neerlandez (d. 20 decembrie 1986)
- 11 ianuarie – William Turnbull, sculptor scoțian (d. 15 noiembrie 2012)
- 17 ianuarie – Robert De Niro, Sr., pictor expresionist abstract american (d. 3 mai 1993)
- 23 ianuarie – Leon Golub, pictor american (d. 8 august 2004)
- 3 martie – Louis Maratier, artist vizual și pictor francez post-impresionist (d. 21 aprilie 1998)
- 10 martie – Kiyoshi Yamashita, artist plastic japonez din afara curentelor artistice (d. 12 iulie 1971)
- 27 martie – Jules Olitski, pictor abstract, tipograf și sculptor american (d. 4 februarie 2007)
- 28 martie – Grace Hartigan, pictor expresionist abstract, americancă (d. 15 noiembrie 2008)
- 22 aprilie – Richard Diebenkorn, pictor american (d. 30 martie 1993)
- 24 aprilie – Richard Hamilton, pictor englez și artist plastic de colaje  (d. 13 septembrie 2011)
- 7 mai – Joe O'Donnell, fotojurnalist american (d. 9 august 2007)
- 15 mai – Hedi Turki, pictor abstracționist tunisian (d. 31 martie 2019)
- 22 iunie – Bill Blass, designer de modă american (d. 12 iunie 2002)

### Iulie - decembrie
- 3 iulie – Corneille Guillaume Beverloo, cunoscut monomic precum „Corneille,” pictor neerlandez (d. 5 septembrie 2010).
- 25 iulie – Fred Yates, artist plastic englez (d. 7 iulie 2008).
- 1 august – Paul Fitzgerald, pictor australian (d. 24 iunie 2017)
- 8 august – Rudi Gernreich, designer de modă austriaco-american (d. 21 aprilie 1985)
- 3 septembrie – Steffan Danielsen, pictor din insulele Feroe (d. 28 mai 1976).
- 9 septembrie – Pauline Baynes, ilustratoare de carte englezoaică (d. 1 august 2008).
- 3 octombrie – John Craxton, pictor englez (d. 17 noiembrie 2009).
- 6 octombrie – Ljubinka Jovanović, pictoriță sârboaică, care a locuit și lucrat la Paris și la Belgrad (d. 3 august 2015).
- 8 decembrie – Lucian Freud, pictor și tipograf britanic de origine germană (d. 20 iulie 2011)[4]
- 17 decembrie – Aart van den IJssel, sculptor neerlandez (d. 2 decembrie 1983).
- 31 decembrie – Theodoros Stamos, pictor expresionist abstract greco-american  (d. 2 februarie 1997).

## Decese

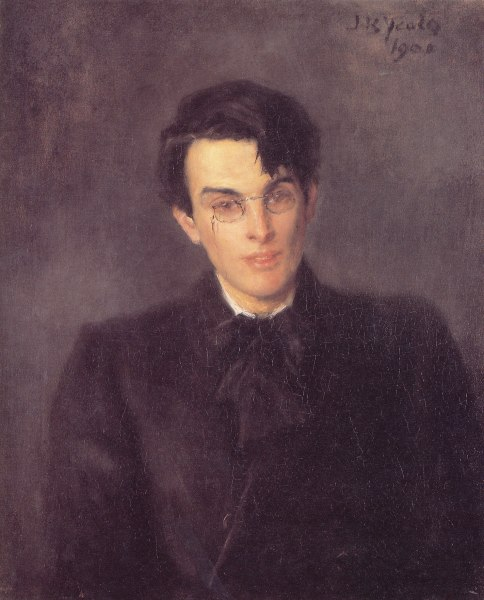
Portret lui William Butler Yeats (1865 – 1939), realizat de tatăl acestuia, John Butler Yeats în 1900.

- 23 ianuarie – René Beeh, pictor și desenator german din Alsacia (n. ianuarie 1886)
- Februarie – Algernon Graves, istoric de artă englez (n. 1845)
- 3 februarie – John Butler Yeats, pictor irlandez (n. 16 martie 1839)
- 5 februarie – Paul Durand-Ruel, negustor de artă francez, patron al impresioniștilor (n. 31 octombrie 1831)
- 19 februarie – Karl Isakson, artist plastic suedez (n. 16 ianuarie 1878)
- 16 martie – Reinhold Lepsius, pictor german (n. 14 iunie 1857)
- 15 mai – Sir Leslie Ward ("Spy"), caricaturist englez (n. 21 noiembrie 1851)
- 22 iunie – Étienne Terrus, French painter (n. 22 septembrie 1857)
- 22 august - Thomas Brock, English sculptor and medalist (n. 1 martie 1847)
- august – Robert Bateman, englez, pictor, ilustrator, sculptor și arhitect (n. 1842)[5]
- 1 septembrie – Edmund Leighton, pictor englez al genului istoric (n. 21 septembrie 1852)
- 5 septembrie – Georgette Agutte, French painter (n. 17 mai 1867)
- 8 septembrie – Léon Bonnat, French painter (n. 20 iunie 1833)
- 18 octommbrie – August Gaul, sculptor german (n. 22 octombrie 1869)
- 13 decembrie – John William Godward, pictor englez neo-clasic (n. 9 august 1861) (suicid)
- 15 decembrie – Sir Sydney Prior Hall, portretist și ilustrator englez (n. 18 octombrie 1842)

### Date complete necunoscute
- Milly Childers, pictor engliez (n. 1866)
- Marie-Hortense Fiquet, model francez și soția lui Paul Cézanne (n. 22 aprilie 1850)
- Jean Baptiste Guth, portretist și acuarelist francez (n. 4 ianuarie 1855)

## Galerie (lucrări din 1922)

Lucrări reprezentative
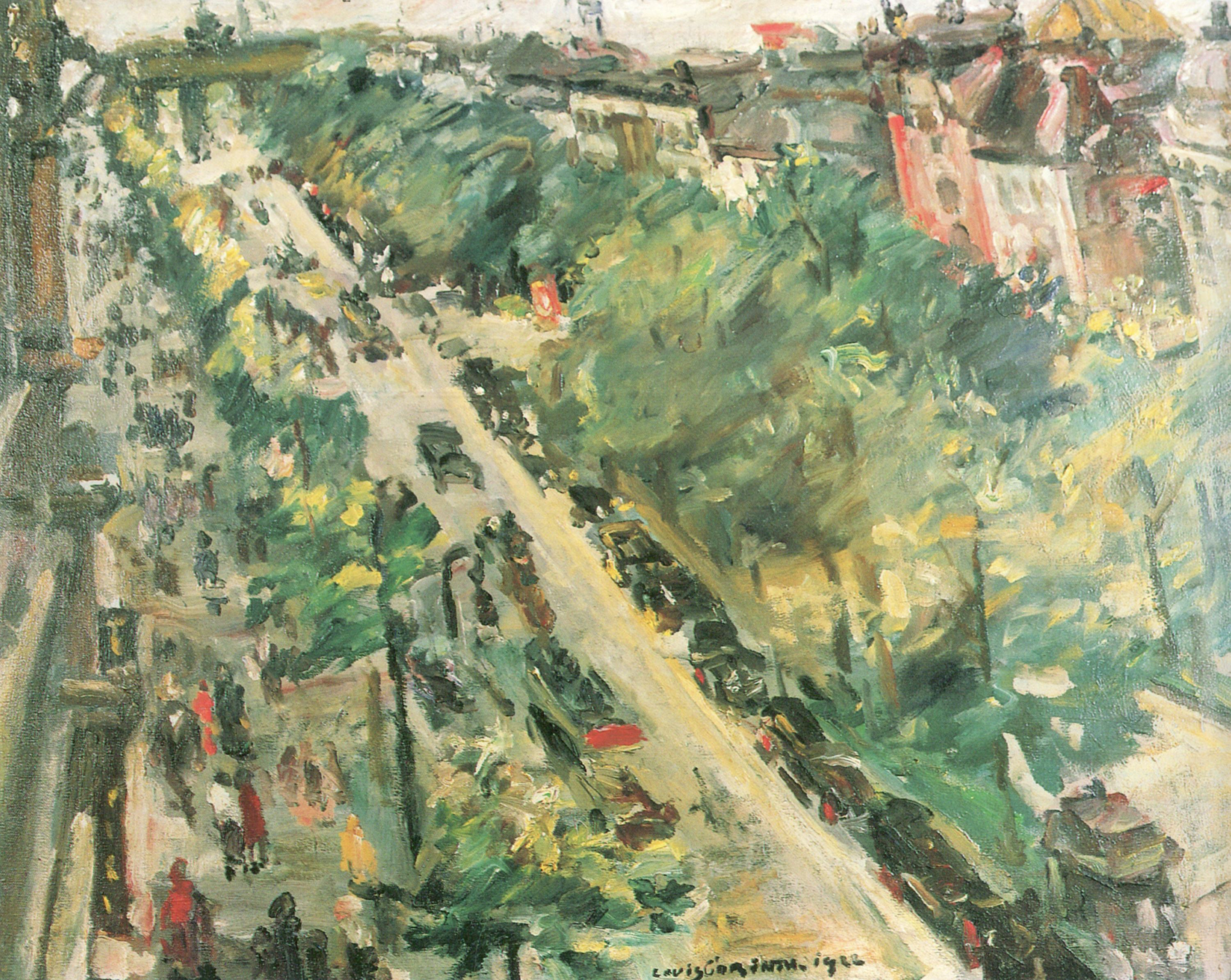
1922 – Lovis Corinth — Unter den Linden
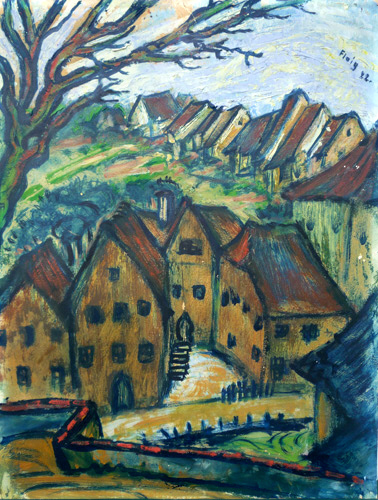
1922 – Waldemar Flaig — Meersburg
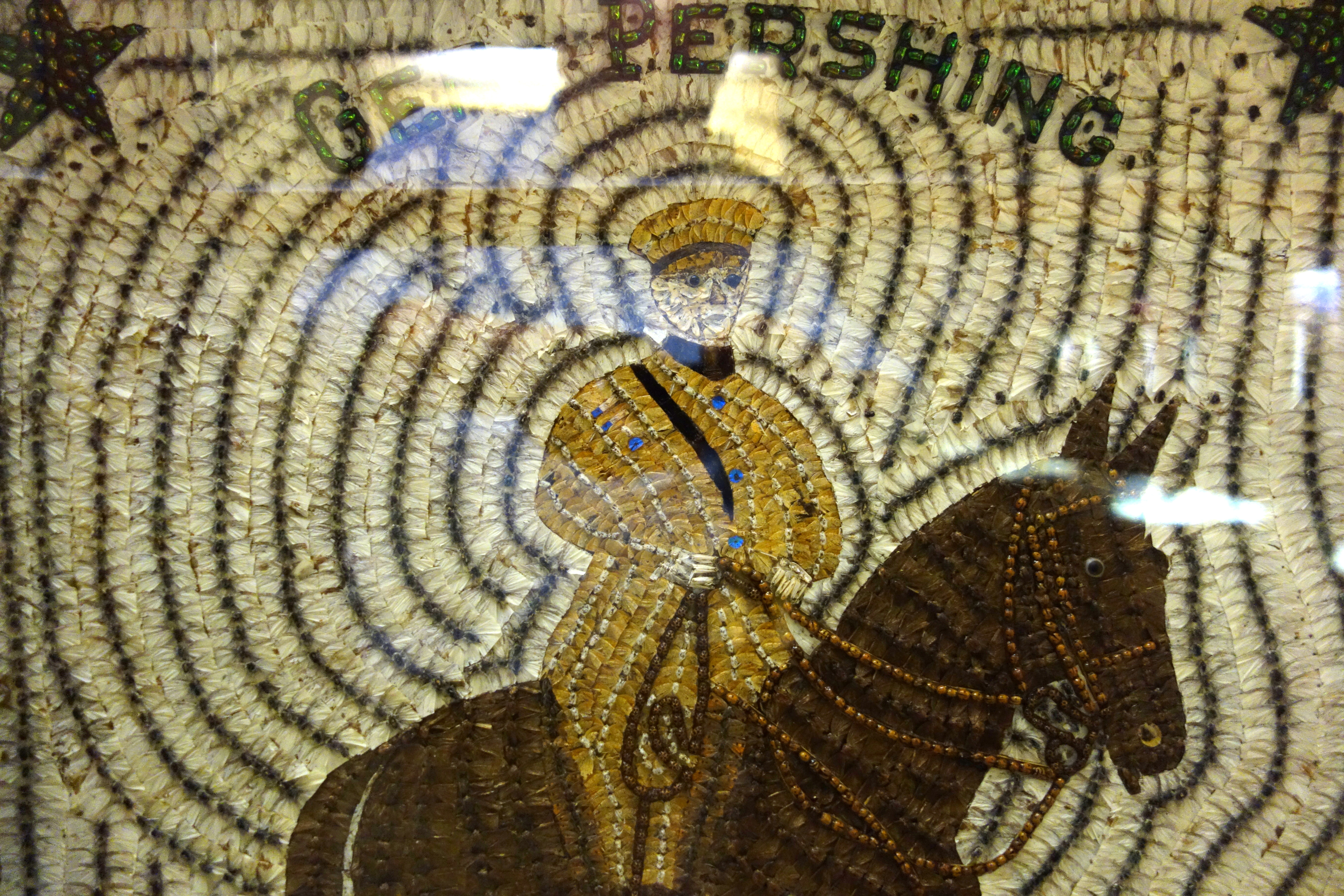
1922 – John Hampton — Generalul Pershing → colaj - mozaic, realizat din mii de părți de insecte
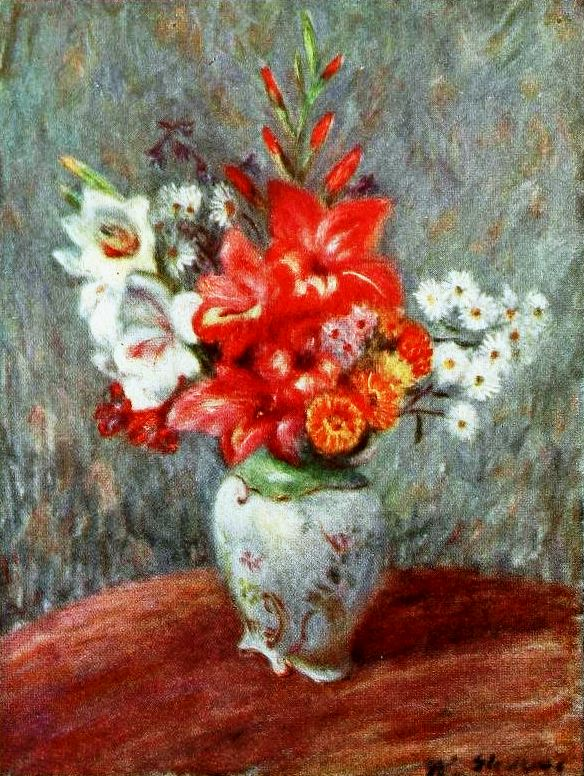
1922 – William Glackens — Flori
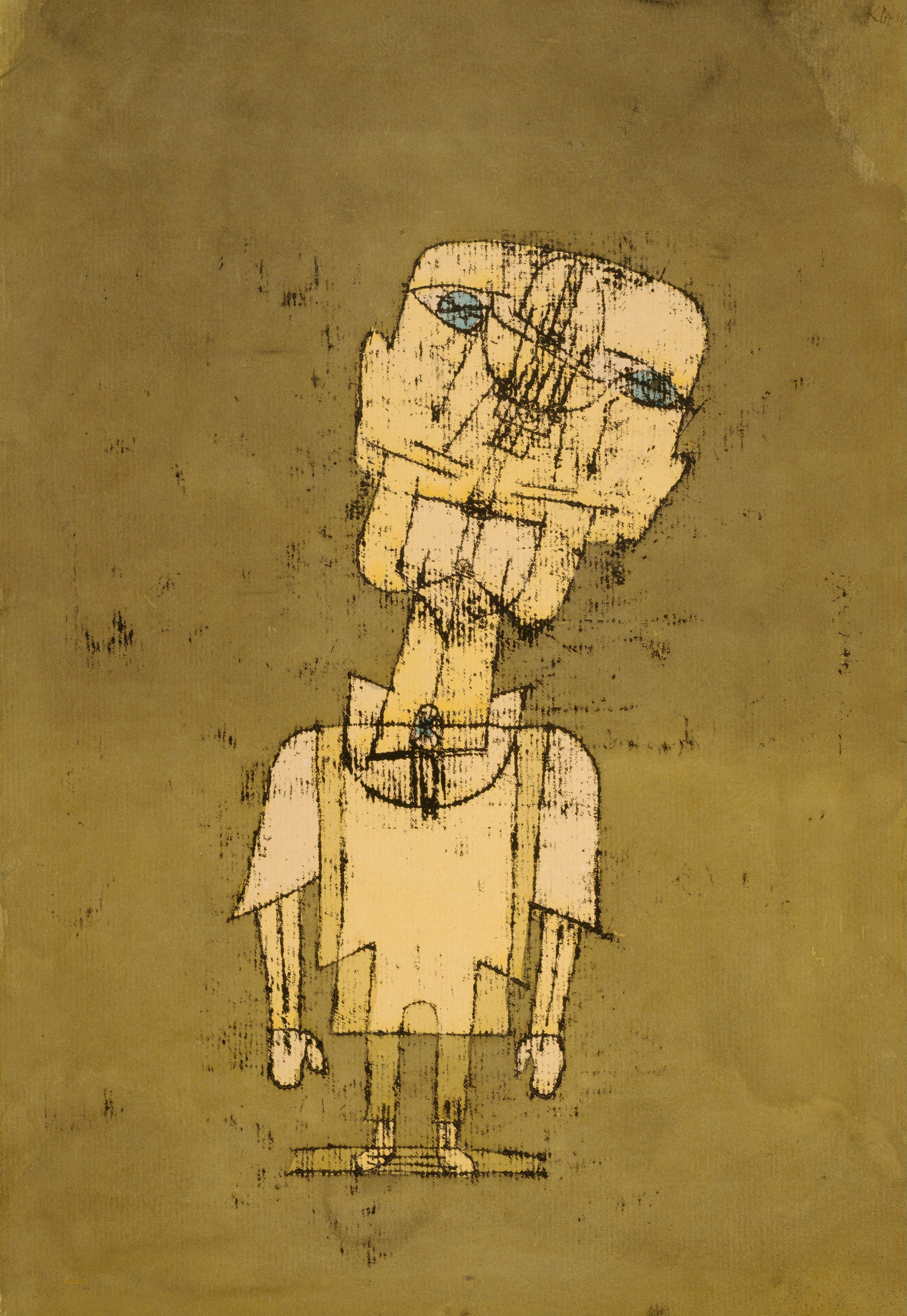
1922 – Paul Klee — Fantoma unui geniu
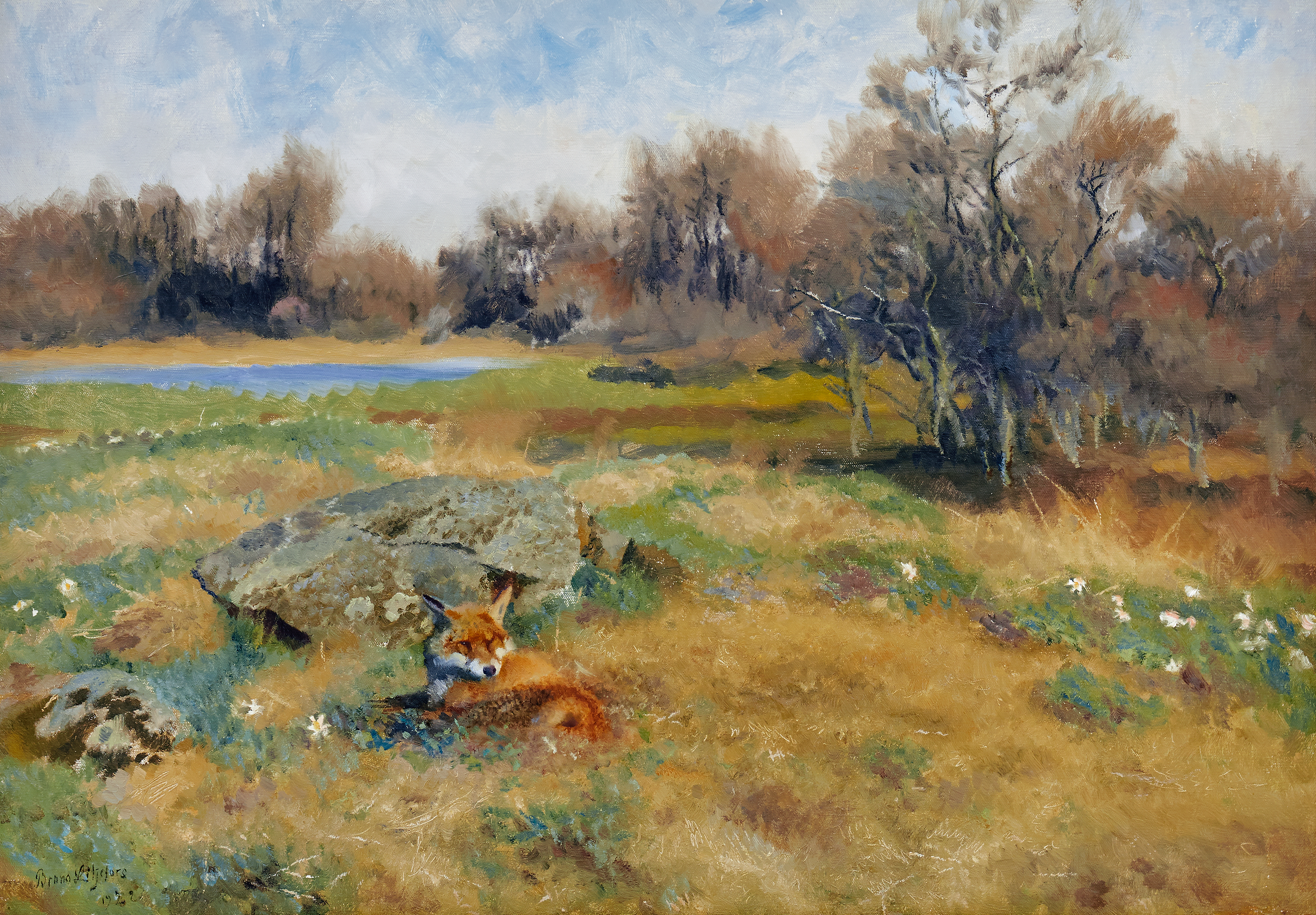
1922 – Bruno Liljefors — Vulpe într-o poiană înflorită, primăvara
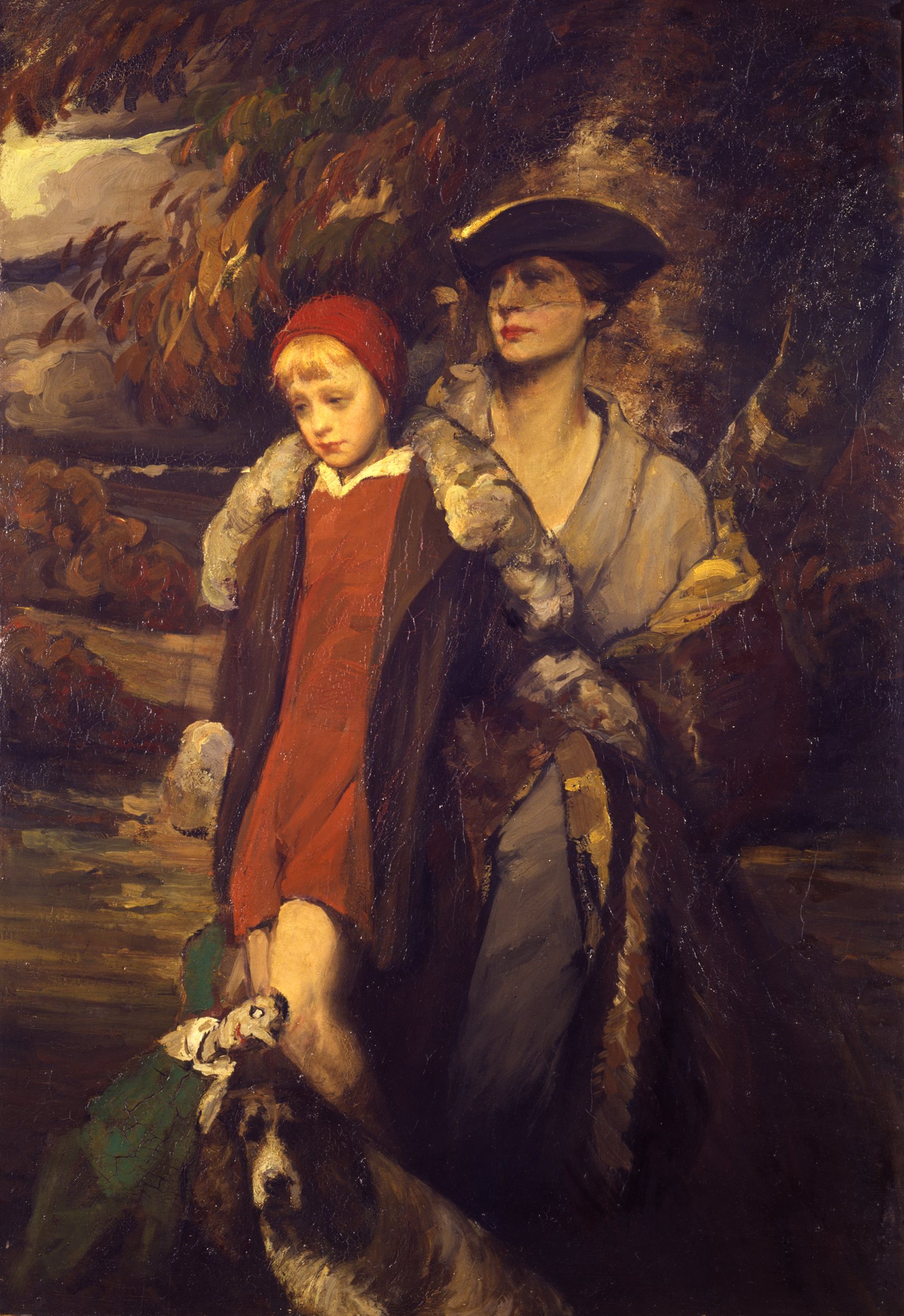
1922 – Lino Selvatico — Mamă și copil
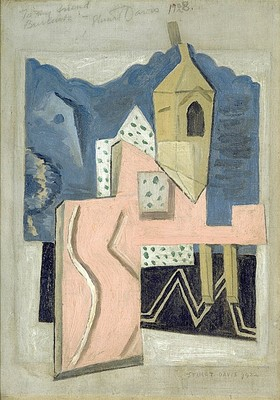
1922 – Stuart Davis — Stradă abruptă
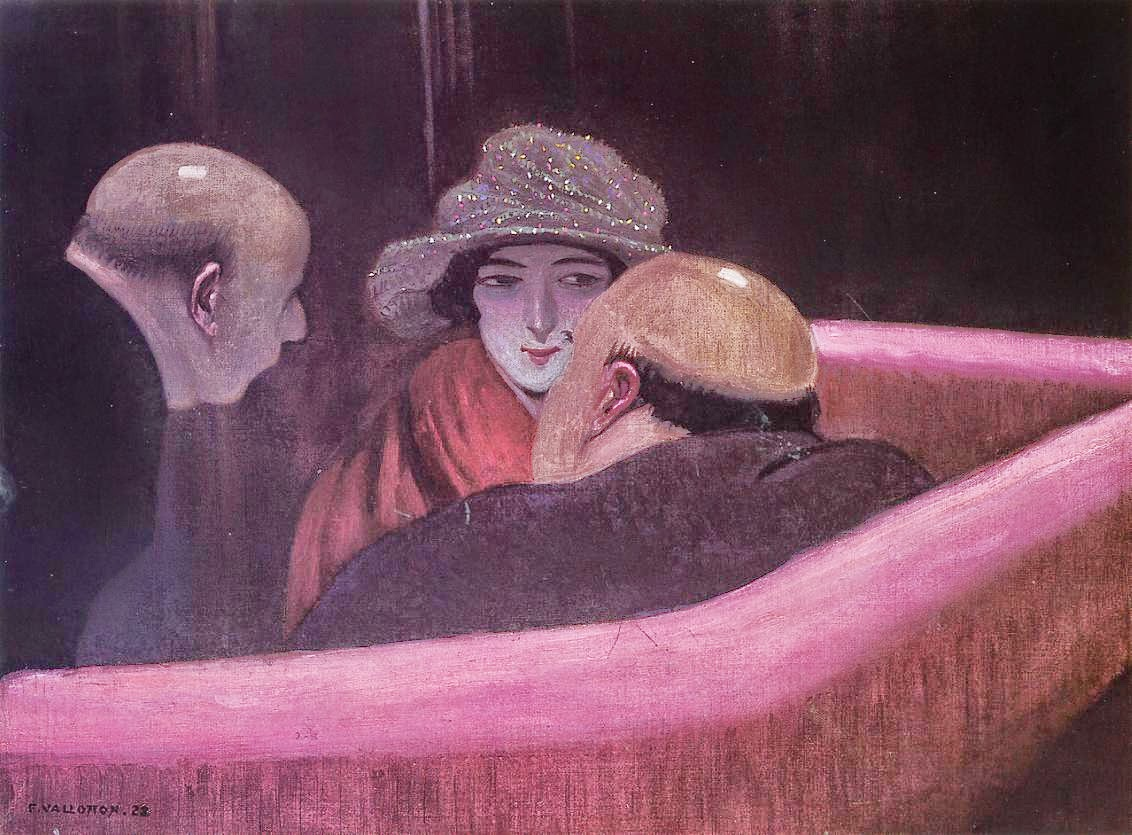
1922 – Félix Vallotton — La Chaste Suzanne